# Asociación Ramón Santos de Estudios sobre el Cannabis
La Asociación Ramón Santos de Estudios sobre el Cannabis (ARSEC) fue una asociación cannábica fundada en 1991 en Barcelona, y es la primera asociación o club cannábico legalmente constituido en España.

## Historia
La Asociación Ramón Santos de Estudios sobre el Cannabis o ARSEC fue fundada por Jaume Torrent, Damiá Carulla, César Doll, Sergi Doll, Pep Terrones, José Baltiérrez y Felipe Borrallo, y presentada en la revista Makoki. En un principio la ARSEC contó con 10 socios fundadores. Consultaron a la Fiscalía Antidroga de Cataluña si dentro de la Ley cabía la posibilidad de cultivar colectivamente para el autoconsumo, y la respuesta fue afirmativa. La ARSEC fue inscrita en el registro de asociaciones de la Generalidad de Cataluña en 1991. La ARSEC se proveía de un cultivo propio, ubicado en el Campo de Tarragona. Fueron denunciados, juzgados y absueltos, pero la fiscalía recurrió el caso y el Tribunal Supremo condenó a la ARSEC a seis meses de prisión y 500 mil pesetas, basándose en la figura del peligro abstracto.
Su nombre hace honor a Ramón Santos, abogado barcelonés fallecido cuatro años antes, que dedicó su carrera a defender ante los tribunales a usuarios de cannabis y otras sustancias prohibidas, y que además era amigo y asesor legal de Felipe Borrallo.
En 1997, un grupo de socios de la asociación inicia la publicación de la revista Cáñamo, con el objetivo de normalizar y divulgar sobre el cannabis. En la actualidad, es una revista cannábica internacional y la más leída del mundo hispano. En 1998 publicaron su único libro, un manual de cultivo para el autoconsumo, el cual fue un best-seller.
Para 2001, la ARSEC contaba con alrededor de 3 mil miembros, y para 2004 ya eran 5 mil.

## Publicaciones
- ARSEC (1998). Cannabis : manual de cultivo para el autoconsumo (2a. ed edición). ARSEC. ISBN 84-605-6522-X. OCLC 432763560. Consultado el 26 de octubre de 2022.